# Колосов, Марк Борисович
Марк Бори́сович Ко́лосов (2 (15) марта 1904, Могилёв — 11 декабря 1989, Москва) — русский пролетарский писатель
 и драматург, член ВКП(б), член МАПП, член Союза писателей СССР с 1934. Принимал участие вместе с Анной Караваевой в редактировании и литературной обработке первоначального текста романа Николая Островского «Как закалялась сталь». Военный корреспондент в годы Великой Отечественной войны.

## Биография
Участник Гражданской войны в России, красноармеец 10-й стрелковой дивизии 16-й армии Западного фронта.
Окончил редакционное отделение МГУ (1930). Был заместителем ответственного редактора журнала «Молодая гвардия».
Участник Великой Отечественной войны, военный корреспондент газет «Защитник Родины» (9-я армия, Южный фронт), «Сталинское знамя» (Сталинградский фронт), «Вперёд к победе» (Черноморская группа войск Закавказского фронта). Затем внештатный военный корреспондент газеты «Правда» при 176-й стрелковой дивизии, старший инструктор политотдела 383-й Шахтинской стрелковой дивизии, позже — в распоряжении Военного совета Центральной группы советских войск в Германии.
Жил в «писательском доме» в Камергерском переулке.
Скончался в Москве в 1989 году, похоронен на Кунцевском кладбище.

## Награды
- 2 ордена Отечественной войны I степени (13.06.1945; 11.03.1985)
- орден Отечественной войны II степени (05.02.1945)
- орден Трудового Красного Знамени
- орден «Знак Почёта» (30.05.1974)
- медали